# اوساکه‌ایهتیو
اوساکه‌ایهتیو (تلفظ فنلاندی: [ˈosɑkeˌʔyhtiø]؛ به‌معنی "شرکت سهامی") اغلب به‌اختصار اوئی (Oy)، نام یک گونه شرکت محدود فنلاندی است (مانند، Ltd LLC یا GmbH). درواقع معادل فنلاندی واژه سوئدی اکتیه‌بولاگ که اغلب به اختصار به Ab تبدیل می‌شود است. مخفف سوئدی گاهی در Ab Company Oy ,Oy Company Ab یا Company Oy Ab گنجانده شده‌است. اختصارات به روش‌های گوناگون مانند Oy ,OY ,OY یا حتی O/Y طراحی شده‌اند. شکل انگلیسی Ltd است. در شکل سهامی عام نام این گونه شرکت‌ها به شکل Julkinen osakeyhtiö با مخفف Oyj درمی‌آبد.